# Ignaz Ježower
Ignaz Ježower (* 17. Juni 1878 in Rzeszów, Galizien und Lodomerien; † 13. Januar 1942 in Riga) war ein polnisch-deutscher Kulturhistoriker, Schriftsteller und Übersetzer in Berlin. 

## Leben
Er soll mit George Grosz, Else Lasker-Schüler, Alfred Döblin, Kurt Schwitters und anderen Künstlern befreundet gewesen sein. Zusammen mit Franz Hessel übersetzte und edierte er die Memoiren „Histoire de ma vie“ des Giacomo Casanova (1725–1798). Sein wichtigstes Werk ist eine umfassende Traumanthologie, Das Buch der Träume.
Er wurde mit Transport 8, Zug Da 44 am 13. Januar 1942 von Berlin nach Riga deportiert und dort ermordet.

## Schriften
- (Hrsg.): Venezianische Nächte und Träume. Dichtungen von Byron/Dehmel/Geibel/Goethe/Greif/Hesse/Heyse/Hofmannsthal/C.F. Meyer/Nietzsche/Platen/Salus/Schack/Schaukal/Schönaich-Carolath/Strachwitz u. a. Berlin/Leipzig (B. Behrs Verlag) 1908. 2. Aufl. 183 S. marmorierter Pbd. Die 1. Aufl. erschien unter dem Titel 'Der poetische Cicerone 1' (Enthält ferner Dichtungen von Friedrich Adler, Andre Chenier, Felix Dahn, Benno Geiger, Robert Hamerling, Hermann Lingg, Alfred Meissner, Richard Monckton Milnes, Thomas Moore, Alfred Musset, Anton Renk, August Wilhelm Schlegel, Lorenzo Stecchetti, Heinrich Stieglitz, Theodor Suse, Jaroslav Vrchlicky sowie venezianische Volkslieder. Mit einer Einführung des Hrsg.)
- Die Befreiung der Menschheit: Freiheitsideen in Vergangenheit und Gegenwart. Unter Mitwirkung von Paul Adler, Adolf Behne, Eduard Bernstein, Leo Bloch, A. Conrady, Paul Darmstaedter, Alfred Döblin, Max Hochdorf, Paul Kampffmeyer,  E. Lederer, Friedrich Muckle, Rich. Müller, Paul Olberg, Albert Pohlmeyer,  A. E. Rutra, Alexander Stein, Heinrich Ströbel, Veit Valentin herausgegeben von Ignaz Ježower. Mit zahlreichen ganzseitigen Abbildungen, im Text und auf Tafeln, u. a. v.: F. Hodler; Walter Crane; A. Rethel; Daumier; E. Barlach; Munch; H. Thoma; Th. Th. Heine; K. Kollwitz. Berlin [u. a.]: Bong, 1921
- Die Rutschbahn. Das Buch vom Abenteurer. Mit einigen Tafeln. Ausstattung von George Grosz. Berlin, Leipzig, Wien, Stuttgart: Bong (1922)
- Giacomo Casanova: Erinnerungen, übersetzt und herausgegeben von Franz Hessel u. Ignaz Jezower. 10 Bände. Berlin, E. Rowohlt, o. J. (1924–1925). (Erste Ausgabe der Memoiren Casanovas).
- Das Buch der Träume. Berlin: Rowohlt, 1928 (Die Träume der Erzväter, der Menschen des Altertums, der Chinesen, des Menschen des Mittelalters, der Reformationszeit, der Romantik, des Weltkriegs, intellektuelle Leistungen im Traum, experimentell erregte Traumbilder, Tr. der Blinden, der Primitiven, der Kinder, Tr. der Tiere. Register der träumenden Personen und der im Tr. erschienenen Personen, Quellenverzeichnis. – Mit Berichten (teils Erstdrucke) der Träume von Alexander dem Großen, Oskar Baum, W. Benjamin, S. Freud, Fr. Hebbel, Jean Paul, A. Strindberg u. v. a. – Eine „Traumanthologie“ beginnend im griechisch-römischen Umkreis, über Mohammedaner, Goethe und sein Umkreis, Hebbel, Heine, Andersen, Strindberg, Richard Dehmel, Franziska zu Reventlow, Wieland Herzfelde, Schopenhauer, Sigmund Freud etc., daneben finden sich Themenkapitel wie Die intellektuellen Leistungen im Traume, Die okkulten Fähigkeiten im Traume u. a. Durch ein Personen- und Sachregister erschlossen.)
- (Hrsg.): Briefe an die Jugend aus vier Jahrhunderten. Auswahl und kulturhistorische Einleitungen von Ignaz Jezower. Berlin: Deutsche Buch-Gemeinschaft, 1932